# Солянка (Быковский район)
Соля́нка — хутор в Быковском районе Волгоградской области России. Входит в Быковское городское поселение.
Хутор расположен в 2 км южнее Быкова, на востоке от хутора проходит трасса Р226. До берега Волги менее 1 километра.
Население по итогам переписи 2010 года составило 163 человека.
Подведён газ. Посёлок обслуживается отделением почтовой связи 404062, расположенным в Быково.

## История
Хутор входил в Царевский уезд с момента его образования. По состоянию на 1859 год хутор Солянка принадлежал ко второму стану Царевского уезда Астраханской губернии. На тот момент в хуторе было 28 дворов и 308 жителей (150 мужчин и 158 женщин). В 1910—1913 годах в Царевском уезде Астраханской губернии находилась Быковская волость с центром в селе Быково.
Решением Сталинградского облисполкома от 24 апреля 1952 года № 16/778 в связи со строительством Сталинградской ГЭС село Раздолье было, среди прочих, перенесено выше зоны затопления.